# ルイス・エチェベリア
ルイス・エチェベリア・アルバレス（Luis Echeverría Álvarez、1922年1月17日 - 2022年7月8日）は、メキシコの政治家。1970年12月1日から1976年11月30日まで、メキシコ合衆国第50代の大統領を務めた。

## 経歴
エチェベリアは1922年1月17日にメキシコシティで生まれ、メキシコ国立自治大学法学部を卒業後、制度的革命党に入党し、政治家の道を歩んだ。ロドルフォ・サンチェス・タボアーダの個人秘書を務めた後、グスタボ・ディアス・オルダス政権下で1964年から1970年まで内務大臣を務めた。内務大臣時代の1968年10月2日、エチェベリアはメキシコシティ北部のトラテロルコ広場に集まった平和的な学生デモを武力で鎮圧し、多くの犠牲者を出した。トラテロルコ事件である。これにより抗議デモは鎮静化し、10日後の10月12日からの予定だったメキシコオリンピックは無事開催されたが、この事件はエチェベリアとディアス・オルダス、さらには制度的革命党に対する不満の引き金となり、以後制度的革命党の党勢は長期衰退傾向に入り、エチェベリア自身もこの事件の責任を後年問われる事となった。
1970年にはエチェベリアはディアス・オルダスに指名されて制度的革命党の大統領候補となり、当選後12月1日から大統領の座に着いた。
政権を握ると、エチェベリアはポピュリズムの政策をとって国内融和に腐心した。社会保障を拡充し、社会保障の対象となる国民の数は彼の時代に倍増した。シナロア州とソノラ州を中心に農地改革を再び加速させた。また、ナショナリズムの立場をとって国外からの投資を制限して国内のモンテレイ・グループと呼ばれる企業家層とも対立し、電気や鉱業部門を国有化して、領海を沿岸より370kmにまで拡大した。一方で観光業の振興に取り組み、アカプルコに代わるあらたな観光地としてカンクンの開発に着手し、現在の一大リゾートの礎を築いた。また、外資に厳しい姿勢にもかかわらず、マキラドーラの拡大を推奨した。
外交政策では、エチェベリアは第三世界のリーダーの一人として振る舞い、アルバニア決議に賛同して中華人民共和国と国交を結んで毛沢東と会見し、パレスチナ解放機構の事務所のメキシコ開設を許可してシオニズムを人種差別と同一視する国際連合総会決議3379にも賛成し、アメリカと対決するチリのサルバドール・アジェンデ政権を支援してチリ・クーデターの際はアジェンデ大統領夫人の亡命を受け入れた。
しかし、このような政策は経済の停滞を招き、1973年の外資法施行によって国外からの投資が急減し、1976年には経済危機を招いてIMFの緊急支援を受けることとなった。債務は1970年の60億ドルから1976年には200億ドルにまで急増し、また公営企業の非効率と汚職、縁故主義が批判されるようになった。1976年には後継候補にホセ・ロペス・ポルティーヨを指名し、彼の当選によって大統領を退任した。
退任後の1976年の国際連合事務総長の選出では、エチェベリアは国際連合事務総長の地位を現職のクルト・ヴァルトハイムと争うも、第三世界の出身者が国連事務総長に相応しいと主張してエチェベリアの後ろ盾になっていた中華人民共和国が第2回投票で拒否権を放棄したこともあって当選しなかった。
ポルティーヨが2004年2月17日に死去して以降は、存命のメキシコ大統領経験者では最高齢かつ最古参であった。2022年7月8日、クエルナバカの自宅で死去。100歳没。